# Ніколь Барнгарт
Ніколь Барнгарт (англ. Nicole Barnhart; нар. 10 жовтня 1981) — американська футболістка, воротар, олімпійська чемпіонка.

## Виступи на Олімпіадах
| Олімпіада   | Дисципліна | Місце |
| ----------- | ---------- | ----- |
| Лондон 2012 | футбол     | 1     |